# Dead Leaves and the Dirty Ground
Dead Leaves and the Dirty Ground è una canzone della rock band The White Stripes, contenuta nel loro terzo album White Blood Cells del 2001. La canzone è stata scritta dalla band e prodotta dal cantante e chitarrista Jack White, "Dead Leaves and the Dirty Ground" è stato pubblicato come terzo singolo estratto dall'album nell'agosto del 2002.

## Video musicale
Il video musicale per questa canzone, diretto da Michel Gondry (come per Fell in Love with a Girl), ritrae Jack White tornando a casa sua trovandosi in distruzione sconsiderata dell'interno della casa.

## Tracklist
Tutti i brani sono stati scritti da The White Stripes, ad eccezione di "Stop Breaking Down" di Robert Johnson.
7" in vinile
1. "Dead Leaves and the Dirty Ground"
2. "Stop Breaking Down" (Live)

CD singolo
1. "Dead Leaves and the Dirty Ground"
2. "Suzy Lee" (Live)
3. "Stop Breaking Down" (Live)

DVD singolo
1. "Dead Leaves and the Dirty Ground" (video musicale)
2. Intervista a P. Arthur Dottweiler

## Curiosità
- La canzone è stata eseguita da Jack White con Jimmy Page e The Edge nel 2009 nel documentario It Might Get Loud.